# Campeonato Asiático de Ginástica de Trampolim de 2024
O Campeonato Asiático de Ginástica de Trampolim de 2024 foi realizado em Hong Kong, China, de 11 a 12 de maio de 2024.

## Países participantes
- China
- Taipé Chinesa
- Hong Kong
- Índia
- Irão
- Japão
- Jordânia
- Cazaquistão
- Filipinas
- Tajiquistão
- Uzbequistão

## Medalhistas
| Evento            | Ouro                 | Prata                 | Bronze                            |
| ----------------- | -------------------- | --------------------- | --------------------------------- |
| Sênior masculino  | Li Yuming · China    | Yasufumi Mita · Japão | Fu Weijian · China                |
| Sênior feminino   | Zhang Xinxin · China | Cao Yunzhu · China    | Amane Katsumori · Japão           |
| Juvenil masculino | Yu Weijie · China    | Jumpei Takagi · Japão | Sardor Mukhammadiev · Uzbequistão |
| Juvenil feminino  | Zhang Yu · China     | Mo Huixi · China      | Yuki Masutani · Japão             |